# Poudre jaune
Pour plus de détails, voir Fiche technique et Distribution.
Poudre jaune (Vietnam, Texas) est un film d'action américain sorti en 1990, réalisé par Robert Ginty.

## Synopsis
Le Père Thomas McCain est un vétéran du Vietnam, qui a encore des remords d'avoir abandonné sa compagne vietnamienne lorsqu'il est revenu aux États-Unis. D'autant plus qu'il apprend qu'elle était enceinte. Quinze ans plus tard, il les retrouve dans le quartier de Little Saigon à Houston et s'immisce dans leur vie, bien que son ancienne compagne, Mailan, soit désormais confortablement installée comme épouse d'un trafiquant de drogue vicieux, Wong. McCain renoue avec son ancien camarade soldat, Max, devenu tenancier de bar dissolu, et ils se lancent à la recherche de Mailan et de sa fille adolescente, Lan, déclenchant combats et meurtres alors qu'ils se heurtent aux hommes de main de Wong.

## Fiche technique
Sauf indication contraire, les informations mentionnées dans cette section peuvent être confirmées par la base de données cinématographiques IMDb,  présente dans la section « Liens externes ».
- Titre français : Poudre jaune
- Titre anglais original : Vietnam, Texas
- Réalisateur : Robert Ginty
- Scénario : Tom Badal, C. Courtney Joyner
- Genre : film d'action
- Musique : Richard Stone
- Production : Robert Ginty, Ron Joy pour Epic Productions
- Photographie : Robert M. Baldwin
- Montage : Jonathan P. Shaw[1]
- Durée : 85 min
- Pays de production :  États-Unis
- Dates de sortie :
  - États-Unis : 9 mars 1990 (Festival du film de Santa Barbara)[2]
  - France : 13 juin 1990 (inédit à Paris, distribué en province)[3]

## Distribution
- Robert Ginty : Thomas McCain
- Haing S. Ngor : Wong
- Kieu Chinh (en) : Mailan
- Tamlyn Tomita : Lan
- John Pleshette : Harold
- David Chow : Minh
- Bert Remsen : Monsignore Sheehan
- Chi Muoi Lo : Sammy
- Michele Chan : Timi
- Sachi Parker : jeune femme
- Tim Thomerson : Max Heron
- Peter Pan : Wong vieux
- Steven Vincent Leigh : Andy
- Steve Buckingham : adversaire à la boxe
- David Lassick : un prêtre
- Richard Masur : un prêtre
- John A. Beattie : un prêtre
- Eric Harrison : un prêtre

## Critiques
Selon le Variety movie guide 1999: 
« Among its plusses, pic features numerous asian roles, with Tomita a standout as the spirited teenage daughter. Ngor is suitably chilling as Wong. »
— Variety movie guide 1999, p. 908

« Parmi ses atouts, le film présente de nombreux rôles asiatiques, dont Tomita, une adolescente pleine de fougue, qui se distingue. Ngor est particulièrement glaçant dans le rôle de Wong. »